# Флора Елдершоу
Флора Сідней Патрісія Елдершоу (16 березня 1897 — 20 вересня 1956) — австралійська письменниця, критикеса та історик. Разом з Маджорі Барнард вона створила письменницьку спілку, відому під авторством М. Барнард Елдершоу. Також вона була вчителькою, а згодом державною службовицею.
Елдершоу була активісткою австралійських літературних кіл, зокрема стала першою жінкою-президентом Товариства австралійських письменників і тривалий час була членом Консультативної ради Літературного фонду Співдружності. Завдяки своїй письменницькій діяльності, активній підтримці та просуванню письменників Елдершоу зробила значний внесок у літературне життя Австралії.

## Життя
Елдершоу народилася в Сіднеї, але виросла у районі Ріверіна в штаті Новий Південний Вельз. Флора була п'ятою з восьми дітей, народжених Генрі Сердефілдом Елдершоу, менеджером станції, і Маргарет (уродженою Маккерролл). Освіту вона здобула у школі-інтернаті у монастирі Маунт-Ерін у Вогга-Вогга.
Після школи Флора опановувала історію та латинську мову в Сіднейському університеті. Саме там вона познайомилася з Марджорі Барнард, з якою пізніше почала співпрацювати під ім'ям М. Барнард Елдершоу. Після закінчення ЗВО Флора працювала вчителькою Школи Креморнської церкви Англії, а потім, з 1923 року,Пресвітеріанського жіночого коледжу, у Крейтоні де вона стала старшою англійською майстринею та керівницею школи-інтернату. За словами Девер, католицька освіта Флори не дозволяла їй стати директором. У 1941 році Елдершоу переїхала до Канберри, щоб зайняти урядову посаду, а в 1943 році переїхала до Мельбурна, де стала працювати в Департаменті праці та національної служби. У 1948 році вона почала надавати приватні консультації у промислових питаннях, таких як законні права жінок та рівна оплата праці, а також поширювала свої інтереси на добробут аборигенок та мігранток.
Як і багатьом письменницям того часу, щоб підтримувати свою письменницьку діяльність, їй доводилося працювати. Як і вони, Флора постала перед труднощами щодо місця проживання. Певний час вона жила як господиня-резидентка в Пресвітеріанському жіночому коледжі, але зненавиділа обмеження, які вимагала дана інституція. Барнард, яка сама жила в домашніх умовах, описала ситуацію Елдершоу як «нестерпну». У 1936 році Елдершоу та Барнард орендували невелику квартиру в Поттс-Пойнт, де вони могли влаштовувати невеликі вечері та де вони могли усамітнитися від школи. У 1938 році вона повністю переїхала зі школи в кращу квартиру в Кінгс-Кросс. Протягом цього часу ці квартири виконували функцію літературного салону, оскільки саме тут Елдершоу та Барнард могли розважати багатьох своїх ровесників-літераторів та літераторок.
Як і Барнард, вона ніколи не виходила заміж. Оскільки її здоров'я підірвалося через «роки перевтоми та фінансових турбот», у 1955 році вона поїхала до сестри. За іронією долі, їй призначили одну з літературних пенсій, за створення яких вона наполегливо боролася десять років тому. Померла в лікарні від церебрального тромбозу в 1956 році.

## Літературна кар'єра
Елдершоу була провідною фігурою в літературних колах Сіднея, ставши в 1935 році першою жінкою-президентом Товариства австралійських письменників (FAW), посаду, яку вона знову зайняла в 1943 році. Як пише Девер, «разом з Барнардом і Френком Делбі Девісоном вона розробила політику щодо політичних і культурних питань і допомогла перетворити FAW на гучну, а часом і суперечливу лобістську групу». До кінця 1930-х ці троє були відомі як «тріумвірат». Окрім цих двох, серед її літературних однодумців були Венс і Нетті Палмер, Кетрін Сюзанна Прічард, Джуда Ватен і Том Інгліс Мур.
Загальновідомо, що в міжвоєнні роки в Австралії «жінки становили значну частину письменницької спільноти», що насправді цю концентрацію «можна назвати однією з головних відмінних рис тогочасного австралійського літературного ландшафту». Жінки, включно з Елдершоу, займали важливе місце серед рецензентства, обіймали посади у великих літературних товариствах, судили літературні конкурси та редагували антології.
Елдершоу активно сприяла потребам письменників та письменниць і в 1938 році допомогла переконати Літературний фонд Співдружності (CLF) включити гранти та пенсії для письменників та письменниць, а також фінансування університетських лекцій з австралійської літератури. Вона була членом CLF з 1939 по 1953 рік. У більшій частині цієї більш політичної, адвокатської роботи вона часто була єдиною присутньою жінкою. Її знали такі австралійські політики, як Х. В. Еватт, Бен Чіфлі та Роберт Мензіс. Девер пише, що Венс Палмер захоплювався Елдершоу за «те, що він бачив як її здатність нейтралізувати звичайні чоловічі очікування щодо загрози, яку становлять жінки в „публічному житті“, хоча вона припускає, що він не визнав, що вона часто досягала цього, граючи на чоловічому очікуванні».

### Співпраця
Її основні художні твори були створені у співпраці з Марджорі Барнард. Їхній перший роман, Побудований дім (1929), розділив першу нагороду разом із «Кунарду» Кетрін Сюзанни Прічард на конкурсі романів Bulletin. Разом авторки написали ще чотири романи, останнім був цензурований утопічний роман, опублікований у 1947 році під назвою «Завтра і завтра», а повністю перевиданий у 1983 році під оригінальною назвою «Завтра, завтра і завтра» (1947).
Співпраця, яка тривала два десятиліття, також створила історії, критичні есе та лекції та радіодраму.

## Кар'єра на державній службі
Елдершоу залишила викладацьку роботу, розчарувавшись у освіті, й отримала роботу в Міністерстві праці та національної служби. Працювала спочатку у відділі післявоєнної відбудови, а потім у відділі промислового добробуту. Вона розробила деякі з перших політик Австралії щодо промислового добробуту та здійснила комплексне дослідження практики персоналу на державних фабриках з виробництва боєприпасів і в приватному секторі.
Однак, не маючи змоги отримати постійну роботу на державній службі за станом здоров'я, вона знайшла роботу приватної консультантки з менеджменту. Це мало фінансову катастрофу, оскільки її роботодавець часто їй не платив.

## Політика
Політика завжди була важливим аспектом її роботи. Усвідомлюючи, що «займатися письменницькою діяльністю означає бути залученою до політики», вона, Барнард і Девісон наполегливо працювали через Товариство австралійських письменників, щоб захистити письменників, письменниць і свободу слова. Вона лобіювала, щоб письменники та письменниці отримували субсидії федерального уряду. «Салон», який вони з Барнардом провели в Сіднеї наприкінці 1930-х років, приймав не лише письменників, а й борців за мир, таких як Льюїс Родд і Ллойд Росс.
У роки війни Елдершоу задокументувала випадки, коли поліцейські рейди на окремих осіб і ліві організації призводили до конфіскації майна, стверджуючи, що письменники та письменниці повинні мати «у своїх бібліотеках усі відтінки думок як знаряддя торгівлі». Вона рішуче підтримувала прорадянську позицію FAW і разом з Кетрін Сюзанною Прічард, Майлз Франклін і Френком Делбі Девісоном була запрошена виступити на культурній конференції Комітету допомоги Росії Нового Вельзу. Будучи президентом FAW у 1943 році, вона передала радянському консулу в Канберрі послання підтримки радянських письменників.
Девер цитує мельбурнського письменника Джона Моррісона, який каже, що Елдершоу була «соціально та політично схильна до лівих» і каже, що її прорадянська позиція та участь у Руху за мир призвели до того, що вона мала «тонкий, але передбачуваний файл ASIO».

## Вибрані твори

### Художня література

#### Як М. Барнард Елдершоу
- Побудований дім (1929)
- Зелена пам'ять (1931)
- Теплиця (1936)
- Табличка з лавром (1937)
- Завтра і завтра і завтра (1945)
- Варта на мисі (опубліковано в Australian Radio Plays, 1946)[19]

### Нон-фікшн та антології

#### У ролі Флори Елдершоу
- Сучасні австралійські письменниці (1931)
- Медалі Австралійського літературного товариства (1935)
- Щорічник австралійських письменників (1936, ред.)
- Мирна армія: Меморіал піонерам Австралії, 1788—1938 (1938)[19]

#### Як М. Барнард Елдершоу
- Філіп з Австралії: Розповідь про заселення Сідней-Коув, 1788-92 (1938)
- Нариси австралійської художньої літератури (1938)
- Життя та часи капітана Джорджа Пайпера (1939)
- Моя Австралія (1939)[19]